# .tm
.tm је највиши интернет домен државних кодова за Туркменистан.
Овај домен осим за потребе Туркменистана служи и за предузећа са регистрованим трговинским маркама (ТМ). До скоро, регистар није одобравао нове регистрације у овом контексту зато што је влада ове земље забранила нове регистрације, како су навели, због „неморалне“ употребе.
На сајту NIC.TM се наводи да овај домен може значити и "The message, The movie, The Magic, The Music или Totaly Media". Могуће је регистровати и други ниво ТМ домена која је у приватном власништву. Постоји и могућност регистровања biz.tm или info.tm на сајту Фри ДНС-а у категорији субдомена.